# Pilcomayo
Pilcomayo – rzeka wychodząca ze źródła w środkowych Andach, przepływająca przez Boliwię, Paragwaj i Argentynę.
Mierzy 2500 km długości, a uchodzi w Paragwaju. W dolnym biegu stanowi granicę między Paragwajem a Argentyną. Znajduje się tu argentyński Park Narodowy Río Pilcomayo.
Rzeka Pilcomayo jest wykorzystywana w celach energetycznych i do nawadniania pól uprawnych.